# Francesco Antonio Zeglio
Francesco Antonio Zeglio (* 11. Oktober 1758 in Ambri; † 24. Januar 1818 in Osogna) war ein Schweizer Politiker und Jurist.

## Leben
Francesco Antonio Zeglio besuchte die obligatorischen Schulen in Quinto. Von 1797 bis 1798 war er Delegierter des Kantons Bellinzona in der eidgenössischen Tagsatzung in Aarau und war Mitglied des helvetischen Grossen Rates und der provisorischen Regierung der Valle Leventina im Jahr 1798.
Nach der Schaffung des Kantons Tessin war er Mitglied des Grossen Rates von 1803 bis 1818, des Kleinen Rates von 1803 bis 1807 und von 1811 bis 1815, dann des Staatsrates von 1815 bis 1818 und des Kantonsgerichts. In der Regierung schloss er Freundschaft mit Vincenzo Dalberti, der später seinen Nachruf schrieb. Im Jahr 1814 gehörte er zu denjenigen, die sich gegen die Umgliederung der Val Leventina in den Kanton Uri aussprachen.